# Jaime Hammer
Jaime Hammer (Chicago, 16 maggio 1982) è una modella, fotomodella e pornostar statunitense.

## Biografia
Jaime Hammer è nata in una famiglia di discendenza italiana e tedesca.
Diventa famosa nel 2004, grazie ad una edizione speciale di Playboy, a cui era stata segnalata dal senatore accademico dell'Università dell'Arizona. In seguito appare in altre riviste, dove posa anche svestita.
Dopo aver frequentato la Francis W. Parker high school, Jaime Hammer si è trasferita Los Angeles per proseguire nella carriera di modella e intrattenitrice, fino al giugno 2008, quando si è stabilita a Las Vegas, per dedicarsi in prevalenza all'occupazione di modella.

## Riconoscimenti
- Penthouse Pet of the Month novembre 2007[1]

## Filmografia
- Sexy Western (2006)
- Perfect Match (II) (2007)
- Secret Revealed (2007)
- Who's Killing the Pets (2008)
- Twisty Treats 2 (2010)
- On My Own: Brunette Edition (2011)